# Sara Curtis
Sara Curtis (Savigliano, 19 agosto 2006) è una nuotatrice italiana, specializzata nello stile libero e nel dorso.

## Biografia
Nasce a Savigliano da padre italiano e madre nigeriana. È allenata da Thomas Maggiora.
A livello giovanile vanta cinque medaglie mondiali e quindici medaglie europee (di cui dieci d'oro). Debutta a livello senior nel 2023, agli europei in vasca corta di Otopeni, dove ottiene due medaglie d'argento in staffetta. 
L'8 marzo 2024 sigla il nuovo record italiano nei 50 metri stile libero durante i campionati italiani primaverili di Riccione, con il crono di 24"56. Un mese dopo – sempre a Riccione – firma, in 26"08, il nuovo record nazionale (oltreché mondiale juniores) dei 50 metri dorso in vasca corta. Il 16 novembre 2024, nel corso dei campionati italiani invernali, sigla il nuovo record italiano nei 50 metri stile libero in vasca corta con il crono di 23"77. A dicembre prende parte ai mondiali in corta di Budapest, dove si aggiudica la sua prima medaglia d'oro internazionale a livello senior vincendo la staffetta 4x50 metri stile libero mista.
Il 15 aprile 2025, nel corso degli assoluti primaverili di Riccione, firma il nuovo record nazionale dei 100 metri stile libero in 53"01, migliorando così il 53"18 di Federica Pellegrini che resisteva dal 2016. Il giorno seguente stabilisce per due volte il nuovo record nei 50 metri stile libero, abbassandolo a 24"52 nelle batterie mattutine ed a 24"43 nella finale del pomeriggio. Il 18 aprile 2025 comunica il trasferimento, a partire dal mese di agosto, negli Stati Uniti, per studiare ed allenarsi all'Università della Virginia. Ai mondiali di Singapore dello stesso anno diventa la prima nuotatrice italiana della storia ad approdare in una finale iridata dei 100 metri stile libero, poi chiusa in ottava posizione. Il 2 agosto migliora, in batteria, il suo record italiano nei 50 metri stile libero, portandolo a 24"41.

## Palmarès

### Competizioni internazionali
- Mondiali in vasca corta

Budapest 2024: oro nella 4x50m sl mista.
- Europei in vasca corta

Otopeni 2023: argento nella 4x50m sl e nella 4x50m sl mista.
- Mondiali giovanili

Lima 2022: argento nei 50m sl, nella 4x100m misti e nella 4x100m misti mista, bronzo nei 50m dorso.
Netanya 2023: bronzo nella 4x100m misti.
- Europei giovanili

Otopeni 2022: oro nella 4x100m sl, bronzo nei 50m sl e nella 4x100m misti.
Belgrado 2023: oro nei 50m sl, nella 4x100m sl e nella 4x100m misti, argento nei 100m sl e nella 4x100m sl mista.
Vilnius 2024: oro nei 50m sl, nei 100m sl, nei 50m dorso, nella 4x100m sl, nella 4x100m misti e nella 4x100m sl mista, argento nella 4x100m misti mista.

### Campionati italiani
| Anno | Edizione    | sl 50 m | sl 100 m | dorso 50 m | dorso 100 m | sl 4x100 m | misti 4x100 m |
| ---- | ----------- | ------- | -------- | ---------- | ----------- | ---------- | ------------- |
| 2022 | Estivi      | 3       | -        | -          | -           | -          | -             |
| 2023 | Primaverili | 1       | -        | -          | -           | -          | -             |
| 2023 | Invernali   | 2       | -        | -          | -           | -          | -             |
| 2024 | Primaverili | 1       | 2        | 2          | -           | -          | -             |
| 2024 | Invernali   | 1       | 1        | 1          | 1           | -          | -             |
| 2025 | Primaverili | 1       | 1        | 1          | -           | 1          | 3             |

## Progressione
| Vasca da 50 metri | Vasca da 50 metri | Vasca da 50 metri | Vasca da 50 metri | Vasca da 50 metri | Vasca da 50 metri |
| Anno              | 50 sl             | 100 sl            | 50 do             | 100 do            | 50 fa             |
| ----------------- | ----------------- | ----------------- | ----------------- | ----------------- | ----------------- |
| 2024/2025         | 24"41             | 53"01             | 27"90             | 1'01"45           | 27"15             |
| 2023/2024         | 24"56             | 54"22             | 27"94             | 1'01"57           | 26"96             |
| 2022/2023         | 24"91             | 55'12             | 28"49             | 1'01"89           | 27"53             |
| 2021/2022         | 25"36             | 56"20             | 28"79             | 101"92            | 29"44             |

| Vasca da 25 metri | Vasca da 25 metri | Vasca da 25 metri | Vasca da 25 metri | Vasca da 25 metri | Vasca da 25 metri | Vasca da 25 metri |
| Anno              | 50 sl             | 100 sl            | 50 do             | 100 do            | 50 fa             | 100 mx            |
| ----------------- | ----------------- | ----------------- | ----------------- | ----------------- | ----------------- | ----------------- |
| 2024/2025         | 23"76             | 52"37             | 26"03             | 57"17             | 26"29             | 1'00"72           |
| 2023/2024         | 24"13             | 53"13             | 26"08             | 58"03             | 26"15             | 1'01"07           |
| 2022/2023         | 24"28             | 53"70             | 26"77             | 58"30             | 26"65             | 1'01"53           |
| 2021/2022         | 25"01             | 55"09             | 28"01             | 1'00"21           | 29"58             | 1'02"17           |